# Ебергард фон Шметтов
Граф Ебергард фон Шметтов (нім. Eberhard Graf von Schmettow; 17 вересня 1861, Гальберштадт — 31 січня 1935, Герліц) — німецький воєначальник, генерал-лейтенант. Кавалер ордена Pour le Mérite з дубовим листям.

## Біографія

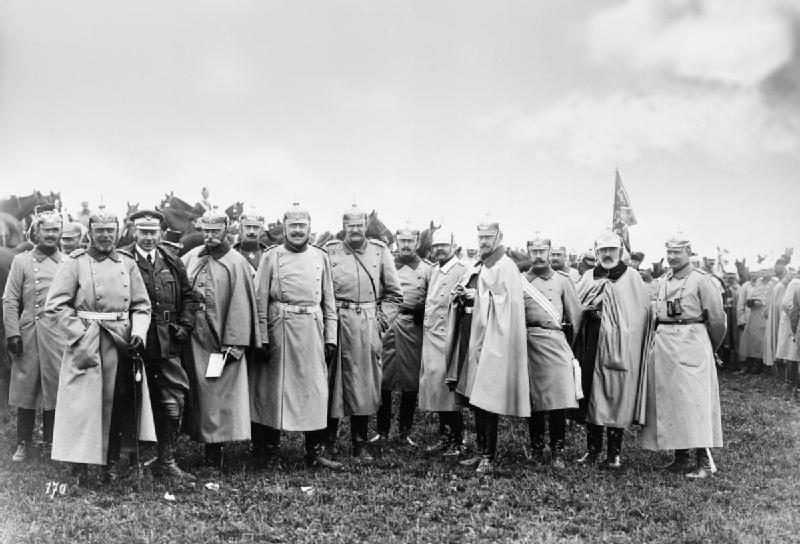
Шметтов (п'ятий ліворуч) на Імператорських маневрах (1905).

Представник давнього сілезького роду. Син графа Максиміліана фон Шметтова і його дружини Адель Емілії Клотільди, уродженої фон Узедом. Двоюрідний брат генерала кінноти графа Егона фон Шметтова.
16 квітня 1881 року вступив в Прусську армію. В 1901 році він став першим помічником начальника Генштабу Альфреда фон Шліффена. В 1902 році був призначений ад'ютантом імператора Вільгельма, а в лютому 1911 року — командиром 5-ї кавалерійської бригади. З квітня 1912 року — командир гусарської бригади, дислокованої в Данцигу.
На початку Першої світової війни очолив 9-у кавалерійську дивізію, з якою він брав участь в прикордонних боях на Західному фронті. В листопаді 1914 року дивізія була переведена на Східний фронт у складі новосформованої 9-ї армії, де взяла участь в битві при Лодзі. У червні 1915 року призначений командиром 8-ї, в серпні 1916 року — 3-ї кавалерійської дивізії, одночасно командував корпусом, названим на його честь, з яким взяв участь у вторгненні в Румунію. В 1917 року корпус Шметтова був реорганізований в 65-й корпус. Учасник Другої битви на Марні. 22 лютого 1919 року звільнений у відставку.

## Сім'я
Був одружений з Агнес фон Рундштедт (1870—1949), сестрою майбутнього генерал-фельдмаршала Герда фон Рундштедта. В пари народились 5 дітей:
- Максиміліан (1889—1918) — лейтенант Прусської армії, загинув у бою.
- Рудольф (1891—1970)
- Гермі (1892)
- Вікторія (1896)
- Клотільда (1900)

## Нагороди
- Столітня медаль
- Орден Червоного орла 3-го класу з бантом і короною
- Орден Корони (Пруссія) 2-го класу
- Королівський орден дому Гогенцоллернів, лицарський хрест
- Орден Святого Йоанна (Бранденбург), лицар справедливості
- Хрест «За вислугу років» (Пруссія)
- Орден Бертольда I, лицарський хрест
- Орден Генріха Лева, командорський хрест 2-го класу
- Орден Філіппа Великодушного, почесний хрест
- Орден Грифа, почесний хрест
- Орден Заслуг герцога Петра-Фрідріха-Людвіга, почесний офіцерський хрест
- Орден Альберта (Саксонія), офіцерський хрест
- Орден Білого Сокола, командорський хрест 2-го класу
- Орден дому Ліппе, почесний хрест 2-го класу
- Орден Вюртемберзької корони, лицарський хрест з левами
- Орден «Святий Олександр», офіцерський хрест (Третє Болгарське царство)
- Орден Данеброг, командорський хрест (Данія)
- Королівський Вікторіанський орден, командорський хрест (Британська імперія)
- Орден Корони Італії, командорський хрест
- Орден Святих Маврикія та Лазаря, лицарський хрест (Королівство Італія)
- Орден Залізної Корони 2-го класу (Австро-Угорщина)
- Орден Святого Станіслава 3-го ступеня (Російська імперія)
- Орден військових заслуг (Іспанія) 2-го класу
- Залізний хрест 2-го і 1-го класу
- Pour le Mérite з дубовим листям
  - орден (11 грудня 1916)
  - дубове листя (4 серпня 1918)